# Junction Point Studios
Pour les articles homonymes, voir Junction (homonymie).
Junction Point Studios, fondé en novembre 2004 comme un développeur indépendant par Warren Spector, était un studio américain de développement de jeux vidéo basé à Austin au Texas, et filiale de Disney Interactive Studios. 
La société a été rachetée le 12 juillet 2007 par Disney Interactive Studios.
À la suite des mauvais chiffres de ventes d'Epic Mickey 2 : Le Retour des héros, Disney choisit de fermer le studio en janvier 2013,.

## Description
La caractéristique du studio est de se concentrer sur les interactions que le joueur a avec l'univers virtuel dans lequel il évolue, un gameplay improvisé et non systématiquement déterminé par des scripts, donc évolutif ; dans un fort et recherché contexte scénaristique[citation nécessaire].
Le fondateur de la compagnie, célèbre vétéran de l'industrie et vainqueur de plusieurs prix prestigieux est Warren Spector, il est le créateur de nombreux titres acclamés tels Ultima VI, Ultima VII, Ultima Underworld, System Shock, la série des Dark Project : La Guilde des voleurs et Deus Ex, et a notamment travaillé pour les studios Origin Systems, Looking Glass Studios et Ion Storm qu'il a depuis quitté.
Le 29 juillet 2009, Warren Spector dévoile des concept arts pour le projet Epic Mickey transformant « le monde de Disney en un univers déglingué, en ruines, et d'une incroyable beauté. »
Le 21 mars 2012, Junction Point Studios confirme le développement d'une suite nommée Epic Mickey 2 : Le Retour des héros qui sortira le 22 novembre 2012 sur Wii, Xbox 360 et PS3.
Tandis qu'Epic Mickey s'était vendu à 1 300 000 exemplaires sur Wii, sa suite n'a cumulé que 270 000 ventes sur les quatre plates-formes sur lesquelles il est sorti.
À la suite de ces résultats, Disney décide de fermer le studio, l'information est officialisée le 29 janvier 2013,.

## Jeux développés
| Titre                               | Date de sortie | Plates-formes                       |
| ----------------------------------- | -------------- | ----------------------------------- |
| Epic Mickey                         | 2010           | Wii                                 |
| Epic Mickey 2 : Le Retour des héros | 2012           | Wii, Wii U, PlayStation 3, Xbox 360 |